# Bittelbrunn
Bittelbrunn ist ein Stadtteil von Engen im baden-württembergischen Landkreis Konstanz.

## Geographie

### Geographische Lage
Bittelbrunn liegt in nach Süden geneigter Hochflächenlage im oberen Hegau auf der sogenannten Hegaualb. Bei guter Witterung hat man eine schöne Aussicht auf die Berge des Hegaus und bei klarer Sicht auf die Alpen.

### Ausdehnung des Gebiets
Die Gesamtfläche der Gemarkung Bittelbrunn beträgt 825 Hektar (Stand: 27. Mai 1970).

## Geschichte
Bekannt wurde Bittelbrunn durch die Ausgrabungen im Brudertal, wo der Petersfels und der Hohle Fels im  Paläolithikum (12.000 v. Chr.) Stationen der steinzeitlichen Rentierjäger waren. In den großen Waldgebieten nördlich von Bittelbrunn befinden sich außerdem zahlreiche Hügelgräber der Hallsteinzeit. Die Gemeinde wird 1339 erstmals urkundlich erwähnt.
Bittelbrunn wurde am 1. Dezember 1971 nach Engen eingemeindet.

## Wappen
Das Wappen der ehemals selbstständigen Gemeinde Bittelbrunn zeigt in von Schwarz und Gold geviertem Schild im 1. und 4. Feld je ein silberner, im 2. und 3. Feld je ein schwarzer Stern.

## Sehenswürdigkeiten

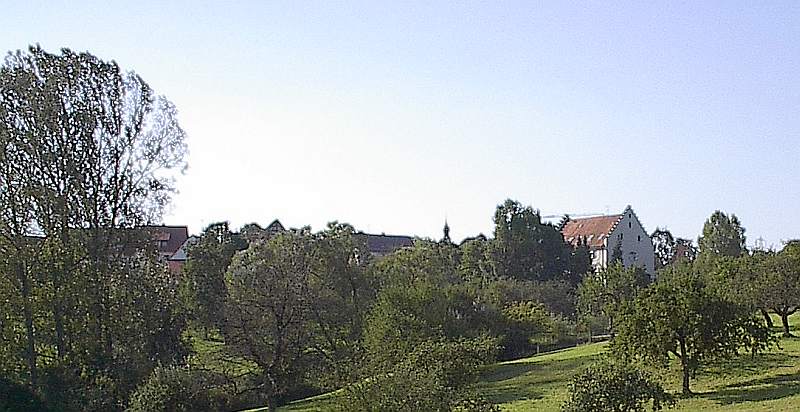
Blick auf das „Bittelbrunner Schlössle“

- In Bittelbrunn stehen einige alte Fachwerkhäuser und ein kleines Schloss (Ende 16. Jh.), an der Stelle der abgegangenen Wasserburg Burg Bittelbrunn.
- Die katholische Kirche Mariä Geburt wurde 1909 im neugotischen Stil erbaut.
- Im nahegelegenen „Brudertal“ befindet sich der Eiszeitpark. Die Petersfelshöhle, die Gnirshöhle und das Drexlerloch, die schon in der Steinzeit bewohnt waren, gehören zu den herausragenden Fundorten in Deutschland. Alle zwei Jahre finden die so genannten „Petersfelstage“ statt. Zu ihrem Anlass finden im Eiszeitpark Vorführungen statt und es werden Höhlenführungen angeboten. Gleichzeitig finden auch Welt- und Europameisterschaften für prähistorische Jagdwaffen statt.